# Annona longiflora
Annona longiflora este o specie de plante angiosperme din genul Annona, familia Annonaceae, descrisă de Sereno Watson. Conform Catalogue of Life specia Annona longiflora nu are subspecii cunoscute.